# Піменов Петро Тимофійович
Петро Тимофійович Піменов (7 січня 1915, місто Царицин, тепер Волгоград, Російська Федерація — 27 травня 1980, місто Москва) — радянський профспілковий діяч, секретар ВЦРПС, секретар Всесвітньої федерації профспілок. Депутат Верховної ради СРСР 7—10-го скликань. Кандидат у члени ЦК КПРС у 1966—1980 роках.

## Життєпис
Народився в родині робітника.
З 1929 року — учень токаря, токар, майстер, кресляр-конструктор Сталінградського тракторного заводу.
У 1940 році закінчив Сталінградський механічний інститут.
У 1940—1942 роках — інженер-конструктор військового заводу в місті Сталінграді.
У 1942—1944 роках — на науковій роботі.
Член ВКП(б) з 1943 року.
З 1944 року — голова заводського комітету профспілки; завідувач відділу і член президії ЦК профспілки робітників промисловості озброєнь СРСР.
У лютому — травні 1949 року — секретар, у травні 1949—1951 роках — голова ЦК профспілки працівників вищої школи і наукових установ СРСР.
У 1951—1956 роках — завідувач економічного відділу ВЦРПС.
У 1956—1961 роках — завідувач міжнародного відділу ВЦРПС.
У 1961 — листопаді 1963 року — секретар Всесвітньої федерації профспілок у місті Празі (Чехословаччина).
2 листопада 1963 — 27 травня 1980 року — секретар Всесоюзної центральної ради професійних спілок (ВЦРПС).
Помер 27 травня 1980 року після важкої хвороби в місті Москві.

## Нагороди
- орден Жовтневої Революції
- два ордени Трудового Червоного Прапора (1957, 6.01.1965)
- орден Дружби народів (6.01.1975)
- медалі